# Alexandre Pires
Alexandre Pires do Nascimento (Uberlândia, 8 gennaio 1976) è un cantante, musicista e compositore brasiliano.

## Biografia
Ha intrapreso una carriera da solista dopo aver cantato per molti anni nel gruppo Só Pra Contrariar, da lui fondato quando aveva solo 13 anni. Nel 2012 è rientrato nella formazione.

## Discografia
- Alexandre Pires (2001)
- Minha Vida, Minha Música (2002)
- Estrella Guia (2003)
- Alma Brasileira (2004)
- Alto-Falante (2004)
- Meu Samba (2005)
- A Un Idolo (2007)
- Juntos (2007)
- Passport Not Required (2008)
- Mais Além (2010)
- Eletrosamba (2012)